# Mechoacanejo
Mechoacanejo es una localidad del estado mexicano de Jalisco. Es parte del municipio de Teocaltiche.

## Toponimia
El nombre «Mechoacanejo» proviene de los términos en náhuatl: michin, pescado; huah, posesivo; can, lugar. Su significado es «Lugar de los que poseen pescado».

## Demografía
| Gráfica de evolución demográfica |
|                                  |

| Censo | Población |
| ----- | --------- |
| 1921  | 1 093     |
| 1930  | 1 087     |
| 1940  | 1 208     |
| 1950  | 1 064     |
| 1960  | 1 183     |
| 1970  | 1 273     |
| 1980  | 1 444     |
| 1990  | 1 937     |
| 2000  | 2 260     |
| 2010  | 2 600     |
| 2020  | 2 856     |